# Pancerniki typu Fuji
Pancerniki typu Fuji (jap. 富士型戦艦 Fuji-gata senkan) – liczący dwie jednostki typ japońskich okrętów liniowych, przeddrednotów, zbudowanych dla Cesarskiej Marynarki Wojennej Japonii pod koniec XIX w. Były to pierwsze pancerniki marynarki japońskiej. Zostały zaprojektowane i zbudowane w Wielkiej Brytanii, jako że japoński przemysł stoczniowy nie był ówcześnie w stanie poradzić sobie z budową tak dużych jednostek. Projekt oparty był na planach okrętów budowanych ówcześnie dla Royal Navy.
Okręty uczestniczyły w wojnie rosyjsko-japońskiej (w latach 1904–1905), włączając w to ataki na Port Artur w lutym i marcu 1904 roku. W maju, pod Port Artur „Yashima” wpadła na minę i zatonęła podczas próby holowania do bazy. „Fuji” walczył w bitwach na Morzu Żółtym i pod Cuszimą, w tej ostatniej odnosząc lekkie uszkodzenia. W 1910 roku został przeklasyfikowany na pancernik obrony wybrzeża i przez resztę aktywnej służby pełnił rolę okrętu szkolnego. W 1922 roku został rozbrojony i następnie jako hulk przebudowany na okręt koszarowy z salami wykładowymi. Został zezłomowany w 1948 roku.

## Geneza
Pod koniec XIX w. strategia japońskiej floty opierała się na założeniach francuskiej doktryny morskiej Jeune École (Młodej Szkoły), której propagatorem był doradca i konstruktor okrętów Emile Bertin. Kładła ona nacisk na użycie torpedowców i lekkich jednostek do atakowania nieprzyjacielskich linii komunikacyjnych jako przeciwwagi dla klasycznych flot, których główną siłą uderzeniową były ciężkie (i kosztowne) jednostki pancerne. Pozyskanie przez chińską flotę Beiyang w 1885 roku dwóch zbudowanych w Niemczech pancerników typu Dingyuan zagroziło japońskim interesom w Korei. Wizyta chińskich okrętów w Japonii na początku 1891 roku zmusiła rząd w Tokio do przyznania, że flota japońska potrzebuje podobnie ciężko uzbrojonych i opancerzonych jednostek. Zbudowane we Francji krążowniki typu Matsushima, mimo ich ciężkich dział, były jednak zbyt lekko opancerzone. Japończycy zdecydowali więc o zamówieniu w Wielkiej Brytanii dwóch nowoczesnych pancerników, ponieważ sami nie posiadali jeszcze technologii i możliwości technicznych, by skonstruować własne okręty liniowe.
Zdobycie funduszy na okręty pancerne nie było łatwe. Premier Masayoshi Matsukata zawarł projekt ich budowy w budżecie na 1891 rok, ale propozycja została odrzucona przez parlament na skutek walk międzypartyjnych. Matsukata przedłożył projekt ponownie, a gdy ponownie go odrzucono, był zmuszony do rozwiązania swego rządu. Jego następca, premier Hirobumi Itō, próbował przeprowadzić uchwałę przez parlament w 1892 roku, lecz także mu się to nie udało. Spowodowało to osobistą interwencję cesarza Mutsuhito, który w bezprecedensowym wystąpieniu 10 lutego 1893 roku zaproponował, że osobiście ufunduje budowę dwóch okrętów, obniżając na sześć lat roczne wydatki na utrzymanie dworu cesarskiego i zwrócił się do wszystkich urzędników państwowych, by podobnie zgodzili się na obniżkę pensji o 10%. Wkrótce potem japoński parlament uchwalił ustawę o finansowaniu budowy pancerników typu Fuji. Pierwotnie miały być ukończone w 1899 roku, ale wybuch pierwszej wojny chińsko-japońskiej, tuż po rozpoczęciu ich budowy w 1894 roku, spowodował, że rząd przyspieszył termin ich ukończenia o dwa lata.

## Opis konstrukcji

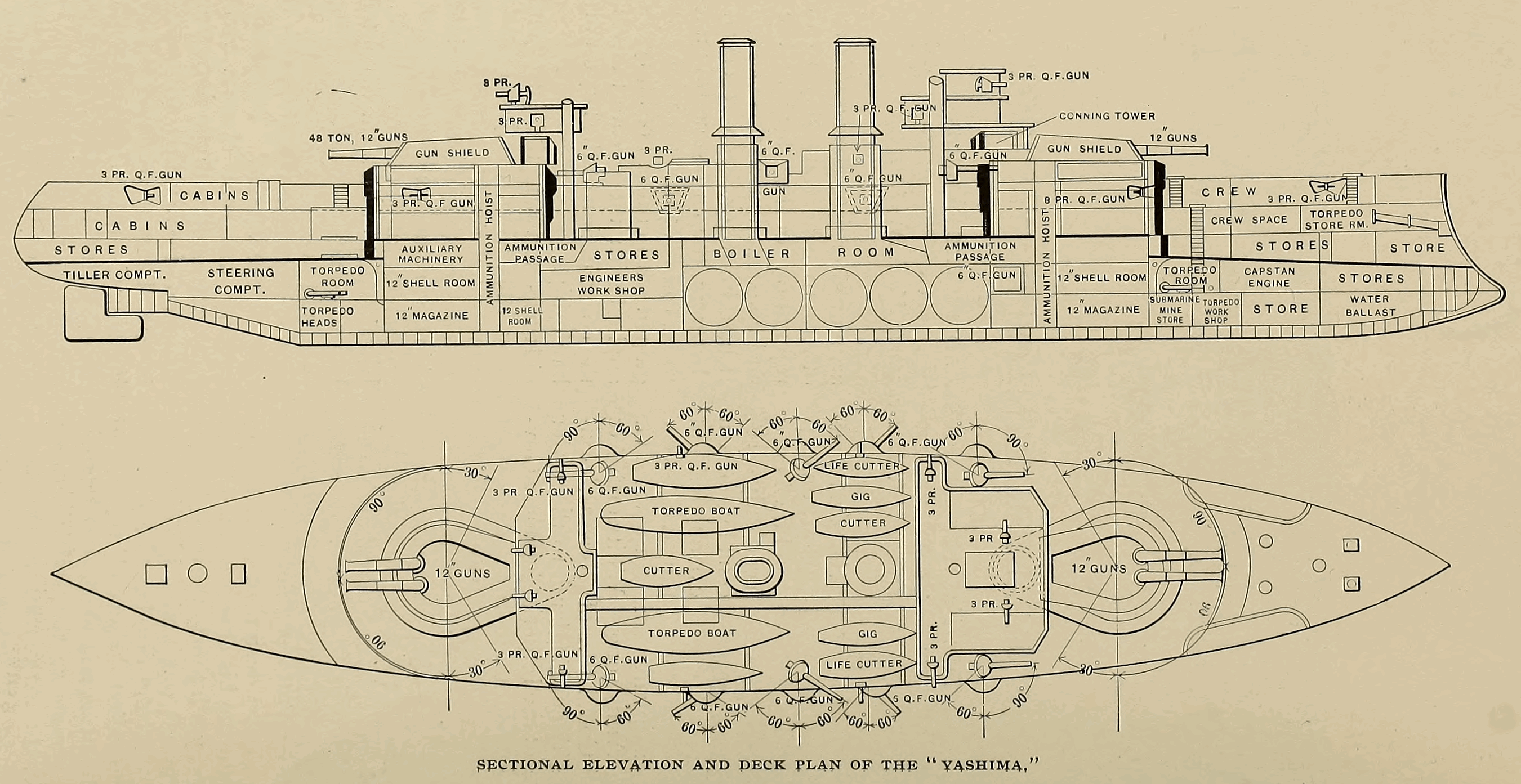
Schemat przedstawiający opancerzenie i uzbrojenie pancerników typu Fuji według Cassier's Magazine z 1898 r. (rzut prawej burty i pokładu)

Pancerniki typu Fuji były wzorowane na brytyjskich okrętach typu Royal Sovereign, aczkolwiek miały od nich o 2030 ton (2000 długich ton) mniejszą wyporność. W porównaniu do Royal Sovereign, pancerniki typu Fuji były o około jeden węzeł szybsze, do ich opancerzenia wykorzystano nowocześniejszą stal Harveya, a ich działa, aczkolwiek mniejsze i lżejsze, były tego samego typu jak na późniejszych brytyjskich pancernikach typu Majestic i miały osłonę pancerną wież artyleryjskich. Oba okręty typu Fuji były niemal identyczne, choć projektowali je różni konstruktorzy: „Yashimę” – Philip Watts, a „Fuji” – George C. Mackrow. Zasadniczą różnicą pomiędzy obydwoma okrętami było skrócenie węzłówki rufowej „Yashimy” i wyposażenie okrętu w ster zrównoważony. Umożliwiło jej to osiąganie większej o prawie węzeł prędkości i zmniejszyło promień skrętu, kosztem delikatniejszej konstrukcji rufy, na którą należało bardzo uważać podczas umieszczania okrętu w suchym doku, by nie dopuścić do jej opadnięcia pod własnym ciężarem i wykrzywienia. Z tego względu „Fuji”, jako solidniejszy, uznawany był za lepszy okręt.
Długość całkowita pancerników wynosiła 125,6 m, szerokość 22,3–22,5 m, a normalne zanurzenie 8,0–8,1 m. Przy normalnym ładunku wyporność wynosiła 12 426–12 734 ton (12 230–12 533 długich ton). Posiadały podwójne dno i były podzielone na 181 przedziałów wodoszczelnych. Załogi liczyły ok. 650 oficerów i marynarzy; „Yashima” została przystosowana do roli okrętu flagowego i posiadała dodatkowe kwatery dla admirała i jego sztabu.

### Napęd
Pancerniki typu Fuji były napędzane przez dwie trzycylindrowe, pionowe maszyny parowe potrójnego rozprężania firmy Humphrys Tennant; każda maszyna obracała jedną śrubę o średnicy 5,18 m, wykorzystując parę dostarczaną przez 10 cylindrycznych kotłów parowych pod ciśnieniem 10,898 kg/cm² (1069 kPa; 155 psi). Maszyny miały moc 10 000 ihp przy ciągu naturalnym i 13 500 ihp (10 100 kW) przy zastosowaniu ciągu wymuszonego, miały nadawać okrętom prędkość 18,25 węzła (33,8 km/h), aczkolwiek na próbach obie jednostki okazały się szybsze, osiągając od 18,66 do 19,46 węzłów (34,56 do 36,04 km/h). Centralna, wzdłużna gródź wodoszczelna oddzielała od siebie obydwie maszynownie, jak i cztery kotłownie. Te ostatnie były jeszcze dodatkowo podzielone grodziami poprzecznymi. W odróżnieniu od pancerników typu Royal Sovereign i Majestic, jednostki typu Fuji miały kominy rozmieszczone wzdłuż linii centralnej, jeden za drugim. Okręty wyposażone były też w trzy prądnice, każda o mocy 32 kilowatów (43 KM).
Co do zapasu paliwa i zasięgu, podawane są rozbieżne dane. Według Brooka, zwykły zapas węgla wynosił 700, a maksymalny – 1620 ton; Jentschura, Jung i Mickel podają 1200 ton, co pozwalało przepłynąć 4000 mil morskich (7400 km) z prędkością 10 węzłów. Według Lengerera zapas paliwa wynosił między 1128 a 1135 ton, co przekładało się na zasięg 7000 Mm przy tej samej prędkości; F.T. Jane podaje 700 i 1100 ton zapasu zwykłego i maksymalnego.

### Uzbrojenie

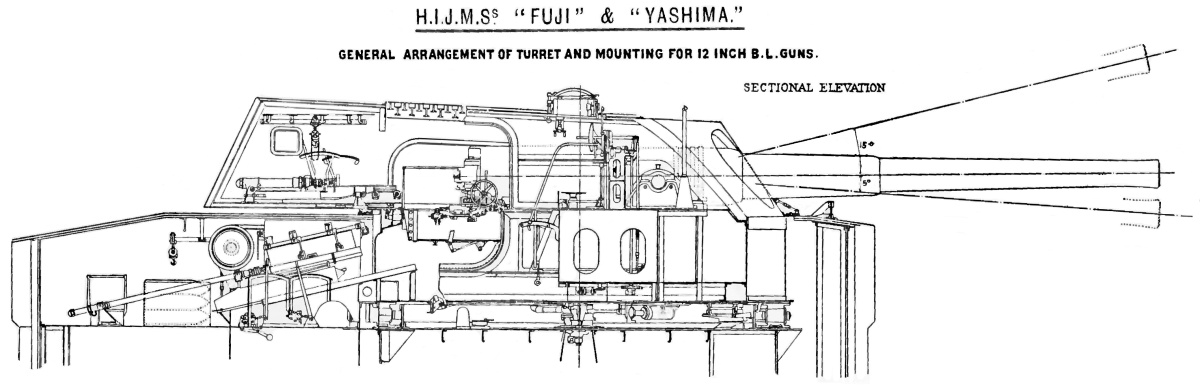
Schemat wieży dział 305 mm; dzięki podwieszeniu wózka amunicyjnego pod kołpakiem, możliwe było ładowanie armat przy dowolnym kącie obrotu wieży, wykorzystując podręczny zapas pocisków

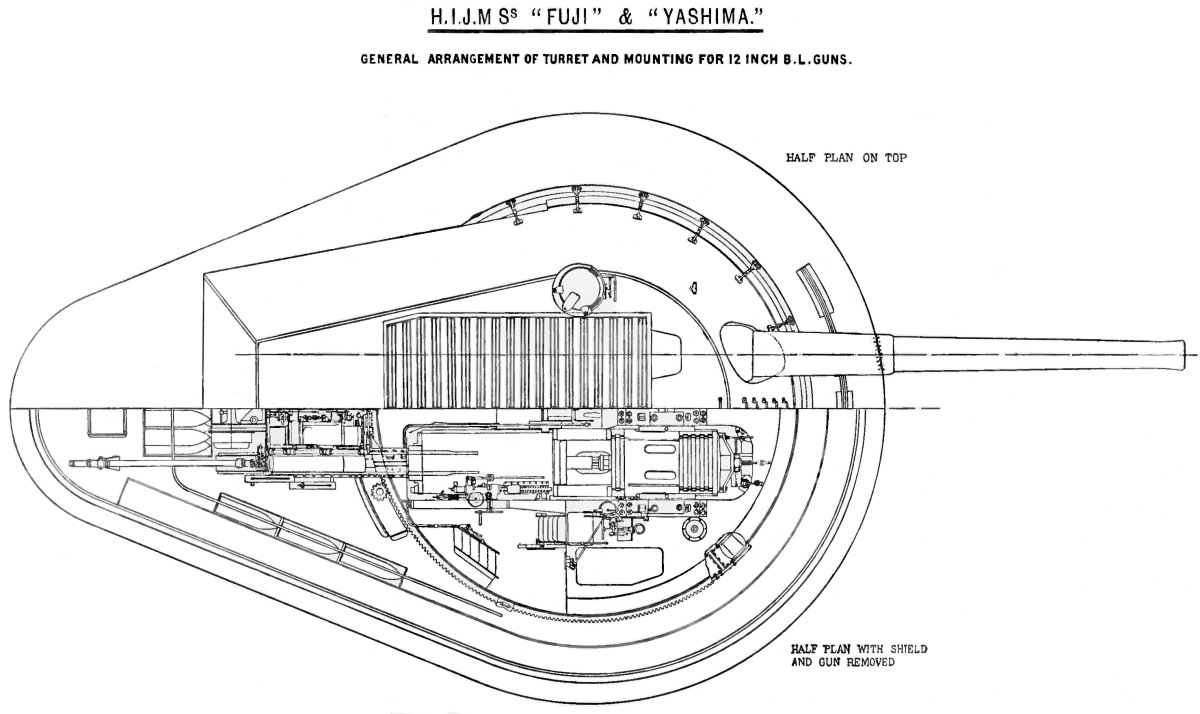
Gruszkowaty plan barbet umożliwiał uzupełnianie podręcznego zapasu amunicji tylko wtedy, gdy działa były ustawione w osi okrętu

Głównym uzbrojeniem pancerników były cztery dwunastocalowe (305 mm) armaty typ 41, o długości lufy 40 kalibrów (L/40), produkcji Elswick Ordnance Company. Zamontowane były one parami w dwóch barbetach o gruszkowatym kształcie, w dziobowej i rufowej części nadbudówki. Pole ostrzału każdej wieży wynosiło 240°, maksymalny kąt podniesienia luf wynosił +15°, a minimalny −5°. Barbety posiadały pancerne kołpaki, tworzące wieże artyleryjskie. Wykorzystano taki sam typ łóż, jak w pierwszych pancernikach typu Majestic, które umożliwiały dosyłanie amunicji z magazynu pod pokładem tylko w jednym położeniu armat. W każdej wieży można było przechowywać po 18 pocisków, co umożliwiało prowadzenie ognia w dowolnym kierunku, zanim zapas amunicji musiał zostać uzupełniony. Ładowanie odbywało się przy stałym kącie podniesienia +1°. Działa wystrzeliwały ważące 386 kg (850 lb) pociski z prędkością wylotową 730 m/s, co dawało im zasięg ok. 15 000 m (16 000 jardów).
Artylerię średniego kalibru stanowiło 10 dział kal. 152 mm (6 cali) typ 41 o długości lufy 40 kalibrów, strzelających amunicją z łuską (ang. quick firing – QF), cztery na pokładzie głównym w kazamatach, a sześć na pokładzie górnym, osłoniętych pancernymi tarczami ochronnymi. Wystrzeliwały one ważące 45 kg (100 lb) pociski z prędkością wylotową 700 m/s. Do obrony przed torpedowcami służyło czternaście 3-funtowych armat Hotchkissa 47 mm i dziesięć dział 2,5-funtowych 47 mm, także Hotchkissa (F.T. Jane podaje 20 × 3 lb i 4 × 2,5 lb). Trzyfuntówki miotały granaty o masie 1,5 kg (3,20 lb) z prędkością wylotową 587 m/s, a dwu-i-półfuntówki – granaty ważące 1,1 kg (2,5 lb) z prędkością wylotową 430 m/s. Wyposażenia dopełniały cztery podwodne wyrzutnie torpedowe kalibru 450 mm (18 cali), po dwie na każdej burcie i jedna nadwodna, na dziobie. Wyrzutnie były najwcześniejszego typu produkowanego przez zakłady Elswick i nie gwarantowały skuteczności strzału przy wysokich prędkościach okrętu.

### Opancerzenie
Plan rozmieszczenia pancerza okrętów typu Fuji przypominał ten zastosowany na jednostkach typu Royal Sovereign, lecz japońskie okręty miały tej samej grubości, lecz doskonalszy pancerz Harveya w miejsce pancerza typu compound. Główny pancerz, wysoki na 2,40 m (8 stóp), z czego 0,9 m było ponad linią wodną przy normalnym zanurzeniu, miał maksymalną grubość 457 mm, która malała do 406 i wreszcie do 356 mm na końcach, poza barbetami dział artylerii głównej. Powyżej znajdował się gruby na 102 mm pas łączący barbety, które miały grubość 356 mm ponad pancerzem głównym, a 229 mm poza nim. Poprzeczne grodzie łączące barbety z głównym pancerzem wzdłużnym miały grubość 356 mm (przednia) i 305 mm (tylna). Kazamaty artylerii średniej i kołpaki nad barbetami osłonięte były piętnastocentymetrowym pancerzem, podobnie jak dziobowa wyrzutnia torpedowa. Pancerz wieży dowodzenia miał grubość 356 mm, a pokład pancerny w poziomie, na wysokości głównego pasa pancernego – 64 mm. Ogólna masa pancerza wynosiła 3000 ton, czyli stanowiła ok. 25% całkowitej masy okrętu.

## Okręty
| Okręt   | Stocznia                            | Położenie stępki | Wodowanie                   | Ukończenie       | Koszt       | Los                                   |
| ------- | ----------------------------------- | ---------------- | --------------------------- | ---------------- | ----------- | ------------------------------------- |
| Fuji    | Thames Iron Works, Leamouth, Londyn | 1 sierpnia 1894  | 31 marca 1896               | 17 sierpnia 1897 | ¥10,380,000 | złomowany, 1948                       |
| Yashima | Armstrong Whitworth, Elswick        | 6 grudnia 1894   | 8 lutego lub 28 lutego 1896 | 9 września 1897  | ¥10,500,000 | wpadł na minę i zatonął, 15 maja 1904 |

## Służba
Oba okręty przybyły do Japonii przed lutym 1898 roku. Na początku wojny rosyjsko-japońskiej w 1904 roku, „Fuji” i „Yashima” były częścią 1. Eskadry Pancerników 1. Floty. Uczestniczyły w ataku na Port Artur 9 lutego, gdy admirał Heihachirō Tōgō poprowadził 1. Flotę (6 pancerników, 5 krążowników pancernych i 4 pancernopokładowych) do ataku na okręty rosyjskiej Floty Oceanu Spokojnego zakotwiczonej na zewnętrznej redzie. Tōgō zdecydował się skierować główne uderzenie na twierdzę, dlatego artyleria główna pancerników japońskich ostrzeliwała forty, a przeciw okrętom rosyjskim zostały skierowane działa artylerii średniej. Podział ognia nie był dobrym pomysłem, bo choć obie strony osiągnęły wiele trafień, japońskie pociski kalibru 203 i 152 mm nie wyrządziły wielkich szkód Rosjanom, którzy skupili cały ogień na okrętach japońskich. „Yashima” nie została trafiona podczas tego starcia, ale „Fuji” otrzymał dwa trafienia, które zabiły dwóch i raniły 10 marynarzy.

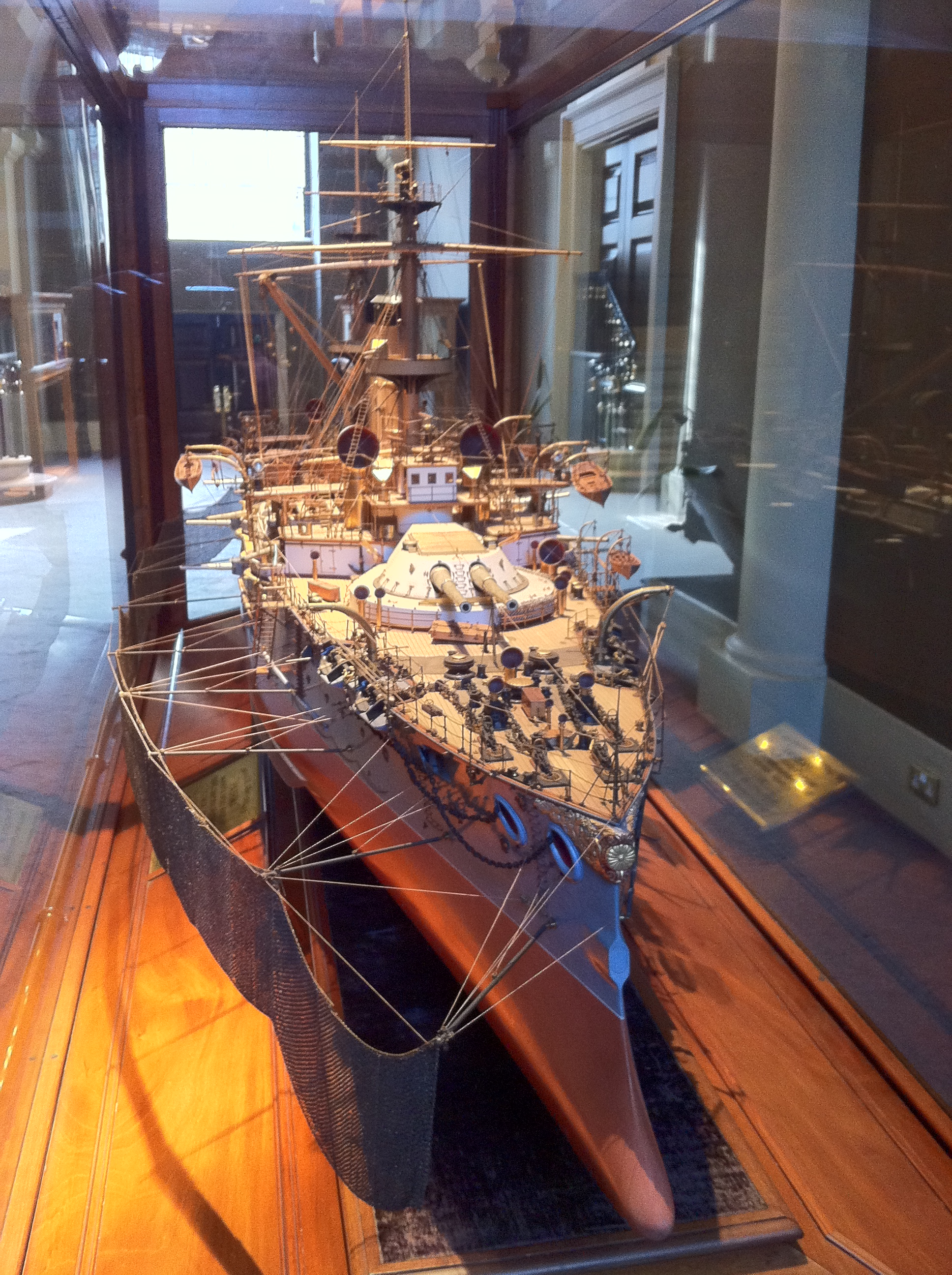
Model „Yashimy” z rozstawionymi sieciami przeciwtorpedowymi, National Maritime Museum, Londyn

10 marca obydwa pancerniki zbombardowały na ślepo kotwicowisko w Port Artur, strzelając ponad górami, w poprzek Półwyspu Liaotuńskiego, z południowego zachodu, z dystansu ok. 9,5 km, nie wyrządzając większych szkód (lekkie uszkodzenia odniósł pancernik „Retwizan”). Gdy podjęły podobną próbę 22 marca, dostały się pod ogień przeniesionych tam dział rosyjskiej artylerii nadbrzeżnej oraz okrętów rosyjskich, których ogień korygowali obserwatorzy umieszczeni na wzgórzach. Japończycy przerwali akcję po tym, jak „Fuji” został ponownie trafiony pociskiem 305 mm.
„Fuji” i „Yashima” uczestniczyły w starciu 13 kwietnia, gdy Tōgō udało się wywabić z portu dwa pancerniki Eskadry Pacyfiku. Rosjanie, dostrzegłszy pięć japońskich pancerników, zawrócili do portu, lecz ich okręt flagowy „Pietropawłowsk” wpadł na minę, postawioną poprzedniej nocy przez okręty japońskie. Pancernik zatonął w dwie minuty po eksplozji komór amunicyjnych. Sukces zachęcił Tōgō do kontynuacji bombardowań z dużego dystansu, na co Rosjanie odpowiedzieli kładąc nowe pola minowe.
14 maja 1904 roku, pancerniki „Hatsuse”, „Shikishima” i „Yashima”, krążownik pancernopokładowy „Kasagi” i awizo „Tatsuta” wyszły w morze, by zastąpić eskadrę blokującą rosyjską bazę. Następnego ranka, dywizjon wszedł na rosyjskie miny. Eksplozja pod „Hatsuse” pozbawiła okręt możliwości sterowania, a gdy „Yashima” ruszyła na pomoc, wpadła na dwie miny. „Yashima” została odholowana z pola minowego, ale napływu wody nie udało się opanować i pięć godzin później załoga opuściła okręt. „Kasagi” holował pancernik, ale jego przechył wciąż się pogłębiał, w rezultacie około trzech godzin później okręt przewrócił się i zatonął.

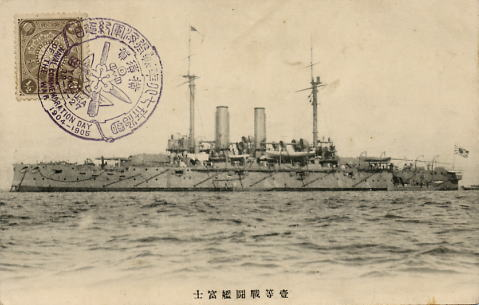
Pocztówka przedstawiająca „Fuji” w 1905 roku

Podczas bitwy na Morzu Żółtym w sierpniu 1904 roku „Fuji” nie został uszkodzony, bo rosyjskie okręty skupiły swój ogień na okręcie flagowym Tōgō, pancerniku „Mikasa”, który płynął na czele kolumny. W maju następnego roku, w boju w cieśninie cuszimskiej, „Fuji” otrzymał 12 trafień, z których najpoważniejsze przebiło dach rufowej barbety, powodując zapłon złożonych tam ładunków miotających, zabijając ośmiu ludzi i raniąc dziewięciu. Po ugaszeniu pożaru amunicji, lewe działo wieży podjęło ostrzał i najprawdopodobniej zadało coup de grâce, który zatopił pancernik „Borodino”.
23 października 1908 roku na pokładzie „Fuji” odbył się obiad na cześć amerykańskiego ambasadora, Thomasa J. O’Briena i wyższych oficerów Wielkiej Białej Floty podczas jej rejsu dookoła świata. W 1910 roku cylindryczne kotły wymieniono na kotły wodnorurkowe firmy Miyabara, a działa artylerii głównej zastąpiono armatami produkcji japońskiej. W tym samym roku „Fuji” został przeklasyfikowany na pancernik obrony wybrzeża i pełnił rolę okrętu szkolnego, aż do 1922 roku, kiedy został rozbrojony. Przekształcony w hulk służył jako pływające koszary i centrum szkoleniowe w Yokosuce. „Fuji” został uszkodzony podczas ataku amerykańskiego lotnictwa pokładowego na Yokosukę 18 lipca 1945 roku; przewrócił się i zatonął po zakończeniu wojny. Okręt pocięto na złom w 1948 roku.